# Heliura semihyalina
Heliura semihyalina là một loài bướm đêm thuộc phân họ Arctiinae, họ Erebidae.